# 日本動畫列表
日本動畫作品列表可指：
- 各年日本動畫列表
- 日本OVA動畫列表
- 日本動畫電影列表
- 日本網路動畫列表
- 日本電視動畫列表
- 日本動畫工作室列表
- 日式動畫系列的總集數列表
- 日本動漫迷使用術語列表

|  | 本条目是娛樂相关列表索引。 |